# 狮子楼街道
狮子楼街道，是中华人民共和国山東省聊城市阳谷县下辖的一个乡镇级行政单位。

## 行政区划
狮子楼街道下辖以下地区：
育才社区、紫石街社区、金园社区、会盟社区、顺发社区、会丰社区、石海村、孟宅村、俞楼村、刘灿明村、王楼村、刘坑村、董希贤村、魏庄村、陈集村、南马庄村、苏庄村、秦庄村、陈石村、刘华村、石皋窑村、贾庄一村、八里桥村、东老董庄村、西老董庄村、大门村、钟海村、陈段俞村、崔王村和赵庄一村。